# Gerra (Verzasca)
Gerra is een plaats en voormalige gemeente in het Zwitserse kanton Ticino en maakt deel uit van het district Locarno.

## Geschiedenis
Gerra bestond uit twee van elkaar gescheiden delen: In het noorden het grote deel: Gerra Valle en in het zuiden het veel kleinere gebied Gerra Piano. 
Gerra was tot 1 januari 2009 een zelfstandige gemeente, voor deze samengevoegd werd met de aan de gebied Gerra Piano grenzende gemeente Cugnasco om de gemeente Cugnasco-Gerra te vormen.
Toen op 18 oktober 2020 de gemeente Verzasca werd gevormd werd het gebied Gerra Valle van Cugnasco-Gerra afgesplitst en opgenomen in die gemeente.